# Gumbasia
Gumbasia fue la primera película de animación en stop motion realizada con plastilina por Art Clokey, quien luego creó las series televisivas Gumby y Davey and Goliath (David y Goliath) usando esta misma técnica, conocida como claymation o plastimación. Es un cortometraje de 3 minutos de duración, producido en 1953 y estrenado el 2 de septiembre de 1955. 
Clokey produjo Gumbasia mientras estudiaba en la Universidad del Sur de California bajo la dirección del cineasta Slavko Vorkapić. Es un corto experimental que muestra objetos de plastilina de varios tamaños, colores y formas que se mueven y transforman siguiendo un ritmo de jazz. Gumbasia se realizó en un estilo promovido por Vorkapić conocido como Principios de Películas Cinestésicas (Kinesthetic Film Principles).
Descripta como un «masaje para las células oculares», esta técnica, basada en movimientos de cámara y en el montaje stop motion, es la que también puede apreciarse en las películas de Gumby. Cuando Clokey exhibió Gumbasia al productor Sam Engel en 1955, este decidió financiar un cortometraje de 15 minutos que se convertiría en el primer episodio de Gumby: Gumby Goes to the Moon.